# 黑身唇齒鱨
黑身唇齒鱨，為輻鰭魚綱鯰形目鱨科唇齒鱨屬的其中一種，為熱帶淡水魚類，該物種分布於亞洲泰國淡水流域，棲息在底層水域，生活習性不明。

## 扩展阅读
維基物種上的相關：黑身唇齒鱨